# Hiirijärvi (sjö i Finland)
Hiirijärvi är en sjö i Finland. Den ligger i kommunen Enare i landskapet Lappland, i den norra delen av landet, 1 000 km norr om huvudstaden Helsingfors. Hiirijärvi ligger 119 meter över havet. Arean är 36,1 hektar och strandlinjen är 4,71 kilometer lång. Sjön  ingår i Pasvik älvs huvudavrinningsområde. 